# Li de Forest
Li de Forest (engl. Lee de Forest, Kaunsil Bafs, Ajova, 26. avgust 1873. – Holivud, 30. jun 1961) američki je elektroničar i izumitelj. Jedan od osnivača radiotehnike. Konstruirao je elektrolitički detektor, jednostavniji nego što ga je nedugo pre toga izumeo A. Fleming u Engleskoj. Konstruirao je i gasom punjenu diodu, te izumeo (1906) i patentirao (1907) elektronsku cev triodu, koja je omogućila pojačavanje električnih promena i s kojom je stvarno započeo razvoj elektronike. Pomoću nje konstruirao je stabilan i osetljiv radio prijemnik, nazvavši ga audionom. Oko 1912. u audionu je primenio povratnu vezu te tako konstruirao i oscilator (patentirali su ga A. Meisner u Nemačkoj, te E. H. Armstrong i drugi u SAD). Na temelju toga konstruirao je 1916. radio odašiljač. Tokom 1920-ih godina bavio se zvučnim filmom i njegovi su izumi bili ključni u razvoju toga područja. Oscilatori na osnovu audiona s povratnom spregom bili su i prvi uređaji za medicinsku dijatermiju. Tokom Drugog svetskog rata radio na vojnoj primeni elektronike. Napisao autobiografiju Otac radija (eng. Father of Radio, 1950).

## Mladost
Li de Forest je rođen 1873. u Kaunsil Bafsu, Ajova, kao sin En Margaret (devojački Robins) i Henrija Svifta De Foresta. On je bio direktan potomak Džesija de Foresta, vođe grupe valonskih hugenota koji su pobegli iz Evrope u 17. veku zbog verskog progona.
De Forestov otac je bio sveštenik kongregacijske crkve koji se nadao da će i njegov sin postati pastor. Godine 1879. stariji de Forest je postao predsednik Taladega koledža Američkog misionarskog udruženja u Taladegi, Alabama, škole „otvorene za sve osobe oba pola, bez obzira na sektu, rasu ili boju kože“, i koja je obrazovala prvenstveno Afroamerikance. Mnogi lokalni beli građani su negodovali zbog škole i njene misije, te je Li većinu svoje mladosti proveo u Taladegi izolovan od bele zajednice, sa nekoliko bliskih prijatelja među crnom decom u gradu.
De Forest se pripremao za koledž tako što je dve godine pohađao školu za dečake Maunt Hermon u Maunt Hermonu, Masačusets, počev od 1891. Godine 1893. upisao se na trogodišnji kurs studija na naučnoj školi Šefild Univerziteta Jejl u Nju Hejvenu, Konektikat, na godišnjoj stipendiji od 300 dolara koja je uspostavljena za rođake Dejvida de Foresta. Uveren da mu je suđeno da postane slavan i bogat pronalazač, i kako mu je stalno nedostajalo sredstava, nastojao je da zainteresuje kompanije nizom uređaja i zagonetki koje je kreirao. Sa velikim očekivanjima je podnosio eseje na nagradnim takmičenjima, ali je sve to proizvelo malo uspeha.
Nakon završetka osnovnih studija, u septembru 1896. de Forest je započeo trogodišnji postdiplomski rad. Međutim, njegovi električni eksperimenti su imali tendenciju da pregore osigurače, uzrokujući nestanke struje u celoj zgradi. Čak i nakon što je upozoren da bude oprezniji, uspeo je da ugasi svetla tokom važnog predavanja profesora Čarlsa S. Hejstingsa, koji je odgovorio tako što je de Foresta proterao iz Šefilda.
Sa izbijanjem Špansko-američkog rata 1898. godine, de Forest se upisao u Bateriju dobrovoljačke milicije Konektikata kao trubač, ali se rat završio i on je otpušten bez napuštanja države. Zatim je završio studije u Jejlskoj laboratoriji za fiziku Sloun, stekavši doktorat 1899. godine sa disertacijom na temu „Reflekcija Hercovih talasa sa krajeva paralelnih žica“, koju je nadgledao teorijski fizičar Vilard Gibs.

## Rani rad na radiju
Odražavajući njegov pionirski rad, de Forest se ponekad smatra „ocem radija“, što je počasno ime koje je usvojio kao naslov svoje autobiografije iz 1950. godine. Krajem 1800-ih postao je ubeđen da postoji velika budućnost u radiotelegrafskoj komunikaciji (tada poznatoj kao „bežična telegrafija”), ali Italijan Guljelmo Markoni, koji je dobio svoj prvi patent 1896, već je ostvario impresivan napredak u Evropi i u Sjedinjenim Državama. Jedna mana Markonijevog pristupa bila je njegova upotreba koherera kao prijemnika, koji je, mada je omogućavao trajne zapise, bio veoma spor (nakon svake primljene tačke ili crtice Morzeovog koda, morao je da se dodirne da bi se ponovo pokrenuo rad), neosetljiv i nepouzdan. De Forest je bio odlučan da osmisli bolji sistem, uključujući detektor koji se samoobnavlja i koji bi mogao da prima prenose uhom, čineći ga tako sposobnim da prima slabije signale i omogućava brže slanje Morzeovog koda.
Nakon neuspešnih pokušaja zaposlenja kod Nikole Tesle i Markonija, de Forest je krenuo na svoju ruku. Njegov prvi posao nakon što je napustio Jejl bio je u telefonskoj laboratoriji kompanije Vestern Elektrik u Čikagu, Ilinoisu. Dok je bio tamo, razvio svoj prvi prijemnik, koji je bio zasnovan na nalazima dva nemačka naučnika, dr. A. Nojgšvendera i Emila Aškinasa. Njihov originalni dizajn sastojao se od ogledala u kome je uski, navlaženi prorez bio izrezan kroz posrebrenu poleđinu. Priključujući bateriju i telefonsku slušalicu, mogle su da čuju promene zvuka kao odgovor na impulse radio signala. De Forest, zajedno sa Edom Smajtom, kolegom koji je pružao finansijsku i tehničku pomoć, razvio je varijacije koje su nazvali „responderima”.
Usledio je niz kratkoročnih pozicija, uključujući tri neproduktivna meseca u Američkoj kompaniji za bežični telegraf profesora Vorena S. Džonsona u Milvokiju, Viskonsin, i rad kao pomoćnik urednika časopisa Western Electrician u Čikagu. Sa radio istraživanjem kao glavnim prioritetom, de Forest je zatim preuzeo mesto večernjeg predavača na Luisovom institutu, što mu je ostavljalo dovoljno vremena da sprovodi eksperimente na Institutu za oklop. Do 1900. godine, koristeći predajnik sa varničnim namotajem i prijemnik sa odgovorom, de Forest je proširio svoj domet odašiljanja na oko sedam kilometara (četiri milje). Profesor Klarens Friman sa Instituta za oklop zainteresovao se za de Forestov rad i razvio novi tip varničnog predajnika.
De Forest je ubrzo osetio da ga Smajt i Friman sputavaju, te je u jesen 1901. doneo hrabru odluku da ode u Njujork da se direktno takmiči sa Markonijem u prenošenju rezultata trka za međunarodne trke jahti. Markoni je već napravio aranžmane da obezbedi izveštaje za Asošijeted pres, što je uspešno uradio za takmičenje 1899. godine. De Forest je ugovorio da uradi isto za manje udruženje Izdavača štampe.
Ispostavilo se da je trka bila skoro potpuni neuspeh. Frimanov odašiljač se pokvario — u naletu besa, de Forest ga je bacio preko palube — i morao je da bude zamenjen običnim varničnim kalemom. Što je još gore, Američka kompanija za bežični telefon i telegraf koja je tvrdila da ima vlasništvo nad patentom Amosa Dolbera iz 1886. za bežičnu komunikaciju, što je značilo da drži monopol na svu bežičnu komunikaciju u Sjedinjenim Državama, takođe je postavila moćan predajnik. Nijedna od ovih kompanija nije imala efikasno podešavanje za svoje predajnike, tako da je samo jedna mogla da emituje bez izazivanja međusobne smetnje. Iako je učinjen pokušaj da se izbegne sukobljavanje tri sistema rotirajućim operacijama u intervalima od po pet minuta, sporazum je raskinut, što je rezultiralo haosom, jer su se istovremeni prenosi međusobno sukobili. De Forest je sa žaljenjem primetio da je u ovim uslovima jedina uspešna „bežična“ komunikacija obavljena vizuelnim semaforskim „vig-vag“ zastavicama. (Međunarodne trke jahti iz 1903. osvedočile su ponavljanje iskustva iz 1901. godine — Markoni je radio za Asošiejted pres, de Forest za Udruženje izdavača štampe, a Međunarodna bežična kompanija (naslednik Američkog bežičnog telefona i telegrafa iz 1901. godine) koja je bila bez asocijacije upravljala je moćnim predajnikom koji je prvenstveno korišten da priguši druga dva.)

## Trioda
Trioda je elektronska cev s tri elektrode. Trioda osim cilindrične anode, katode (žarna niti), ima još i mrežicu. Mrežica je spiralno savijena molibdenska žica, smeštena između anode i katode od kojih je dobro izolovana. Njen je zadatak da reguliše prolaz elektrona. Sve tri elektrode nalaze se u staklenom balonu s razređenim vazduhom (vakuum). Ako je mrežica negativna, onda će elektroni koji izlaze iz katode biti odbijeni i padati nazad na katodu, pa neće ni jedan elektron dospeti na anodu, a ni na mrežicu. Smanji li se negativan električni naboj na mrežici, proći će po neki brži elektron kroz mrežicu i prouzrokovati slabu anodnu struju.
Ako je u spoju triode mrežica pozitivna prema katodi, ona će ubrzati prolaz elektrona i anodna električna struja će se pojačati. Dakle, promenom električnog napona mrežice pomoću baterije može se regulisati, odnosno pojačavati anodna struja. Kod triode postoje tri strujna kola: 
- kolo žarenja s baterijom za žarenje,
- anodno kolo s anodnom baterijom,
- kolo mrežice s baterijom koja daje električni napon na mrežici.

Ako se nanese na apscisu električni napon na mrežici, a na ordinatu jačina anodne struje, dobija se kriva zavisnosti anodne struje od električnog napona na mrežici, koja se zove karakteristika cevi.
Pojačanje triode zasniva se na činjenici da dovedeni napon na mrežici znatno jače utiče na jačinu anodne struje nego napon doveden na anodu. Ako se pretpostavi da se na mrežicu cevi dovodi sinusoidalni napon, da bi se videlo kako se tada menja jačina anodne struje, može se koristiti karakteristika cevi. Napon mrežice, koji se menja po sinusnoj krivoj, nanosi se na ordinatu. Svakoj veličini napona mrežice odgovara određena veličina anodne struje. Veličina anodne struje dobija se tako da što se povuku normalni pravci od odgovarajućih tačaka na krivoj napona mrežice do karakteristike cevi, a od ovih presecišta vodoravni pravci paralelni sa apscisom. Kriva anodne struje, formirana između dobijenih pravaca, takođe je sinusoida, ali znatno veća. Odatle se može zaključiti da i male promene napona na mrežici prouzrokuju znatne promene anodne struje. Zbog toga svojstva trioda i ostale elektronske cevi s više mrežica služe za pojačanje visokofrekventnih i niskofrekventnih struja, odnosno njihovih oscilacija.

## Patenti
Patenti u TIFF formatu
- U.S. Patent 748.597 "Wireless Signaling Device" (directional antenna), filed December 1902, issued January 1904;
- U.S. Patent 824.637 "Oscillation Responsive Device" (vacuum tube detector diode), filed January 1906, issued June 1906;
- U.S. Patent 827.523 "Wireless Telegraph System" (separate transmitting and receiving antennas), filed December 1905, issued July 1906;
- U.S. Patent 827.524 "Wireless Telegraph System," filed January 1906 issued July 1906;
- U.S. Patent 836.070 "Oscillation Responsive Device" (vacuum tube detector – no grid), filed May 1906, issued November 1906;
- U.S. Patent 841.386 "Wireless Telegraphy" (tunable vacuum tube detector – no grid), filed August 1906, issued January 1907;
- U.S. Patent 841.387 "Device for Amplifying Feeble Electrical Currents" (...), filed August 1906, issued January 1907;
- U.S. Patent 876.165 "Wireless Telegraph Transmitting System" (antenna coupler), filed May 1904, issued January 1908;
- U.S. Patent 879.532 "Space Telegraphy" (increased sensitivity detector – clearly shows grid), filed January 1907, issued February 18, 1908;
- U.S. Patent 926.933 "Wireless Telegraphy";
- U.S. Patent 926.934 "Wireless Telegraph Tuning Device";
- U.S. Patent 926.935 "Wireless Telegraph Transmitter," filed February 1906, issued July 1909;
- U.S. Patent 926.936 "Space Telegraphy";
- U.S. Patent 926.937 "Space Telephony";
- U.S. Patent 979.275 "Oscillation Responsive Device" (parallel plates in Bunsen flame) filed February 1905, issued December 1910;
- U.S. Patent 1.025.908 "Transmission of Music by Electromagnetic Waves";
- U.S. Patent 1.101.533 "Wireless Telegraphy" (directional antenna/direction finder), filed June 1906, issued June 1914;
- U.S. Patent 1.214.283 "Wireless Telegraphy."

## Literatura
- The Continuous Wave: Technology and American Radio, 1900–1932 by Hugh G. J. Aitken, 1985.
- "'Magnificent Failure'" by Samuel Lubell, Saturday Evening Post, three parts: January 17, 1942 (pages 9–11,75–76, 78, 80), January 24, 1942 (pages 20–21, 27–28, 38, and 43), and January 31, 1942 (pages 27, 38, 40-42, 46, 48–49).
- "De Forest and the Triode Detector" by Robert A. Chipman, Scientific American, March 1965, pages 93–101.
- Saga of the Vacuum Tube by Gerald E. J. Tyne (Indianapolis, IN: Howard W. Sams and Company, 1977). Tyne was a research associate with the Smithsonian Institution. Details de Forest's activities from the invention of the Audion to 1930.
- Empire of the Air: The Men Who Made Radio by Ken Burns a PBS Documentary Video 1992. Focuses on three of the individuals who made significant contributions to the early radio industry in the United States: De Forest, David Sarnoff and Edwin Armstrong. LINK Архивирано на веб-сајту  (6. децембар 2018)
- "Lee de Forest and the Invention of Sound Movies, 1918–1926" by Mike Adams, The AWA Review (vol. 26, 2013).

## Spoljašnje veze
- Li de Forest на веб-сајту  (језик: енглески)
- A Few Moments with Eddie Cantor (1923) (De Forest Phonofilm Sound Movie) на веб-сајту